# Alipur (Pakistán)
Alipur (en urdu: علی پور‎, también Alipur Chatta) es una localidad de Pakistán, en la provincia de Punyab.

## Demografía
Según estimación 2010 contaba con 57.078 habitantes.